# Hwange
Hwange (cunoscut până în 1982 sub numele de Wankie) este un oraș situat în partea de vest a statului Zimbabwe. Este un important centru de extracție al cărbunilor superiori.
Bazinul Wankie, descoperit de către călătorul american Frank Rusell Burnham în anul 1897 este considerat unul dintre cele mai mari din lume, cu rezerve estimate a dura încă 1000 de ani. În deceniul al nouălea al secolului XX, în oraș s-a dat în folosință o termocentrală bazată pe cărbuni.